# Pace Mannion
Pace Shewan Mannion (Salt Lake City, 22 settembre 1960) è un ex cestista statunitense, professionista nella NBA, in Italia e in Giappone.

## Carriera
Guardia tiratrice con propensione dal tiro da tre, Mannion, dopo gli inizi al college con l'University of Utah, viene scelto come numero 43 al Draft NBA 1983 dai Golden State Warriors. Per circa sei stagioni veste la maglia di varie franchigie NBA, tra cui gli Utah Jazz con cui raggiunge per due volte consecutive i playoff nel 1985 e 1986, e i Milwaukee Bucks, con cui raggiunge i playoff nel 1988; emigra poi in Italia nel 1989, dove gioca per la Pallacanestro Cantù, Benetton Pallacanestro Treviso, Juvecaserta Basket, Reggio Emilia, Fabriano, Roseto e Virtus Siena. Tra queste, una parentesi in Giappone nel 1997-98.
È sposato con Gaia Bianchi, ex pallavolista romana, conosciuta nell'anno in cui ha giocato a Caserta, dalla quale ha avuto Niccolò, detto Nico, anch'egli cestista, militante, grazie alla mamma italiana, nella Nazionale italiana.

## Palmarès

### Squadra
- Coppa Korać: 1

Pall. Cantù: 1990-91

### Individuale
- All-CBA First Team (1989)